# 月饼

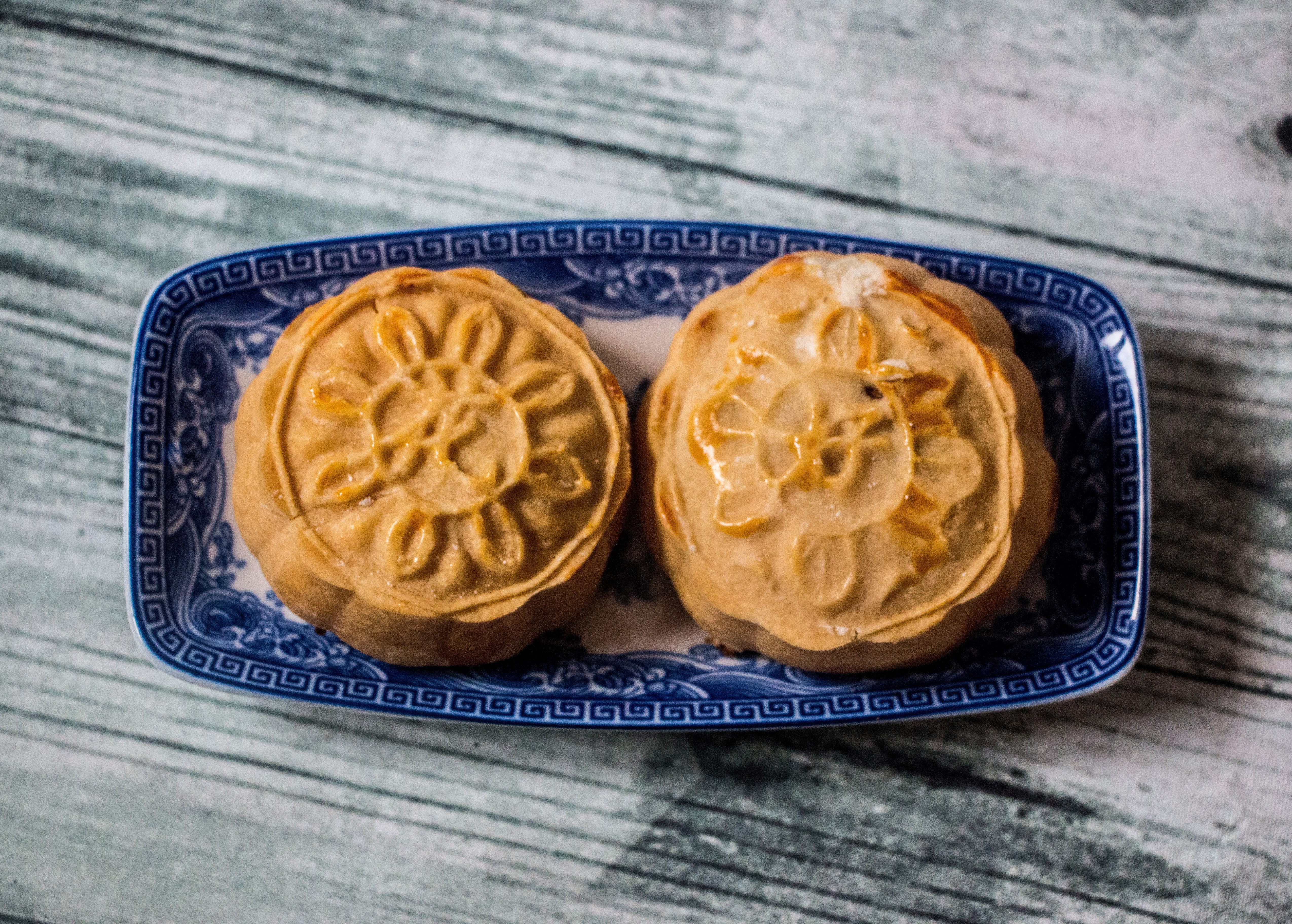
月饼

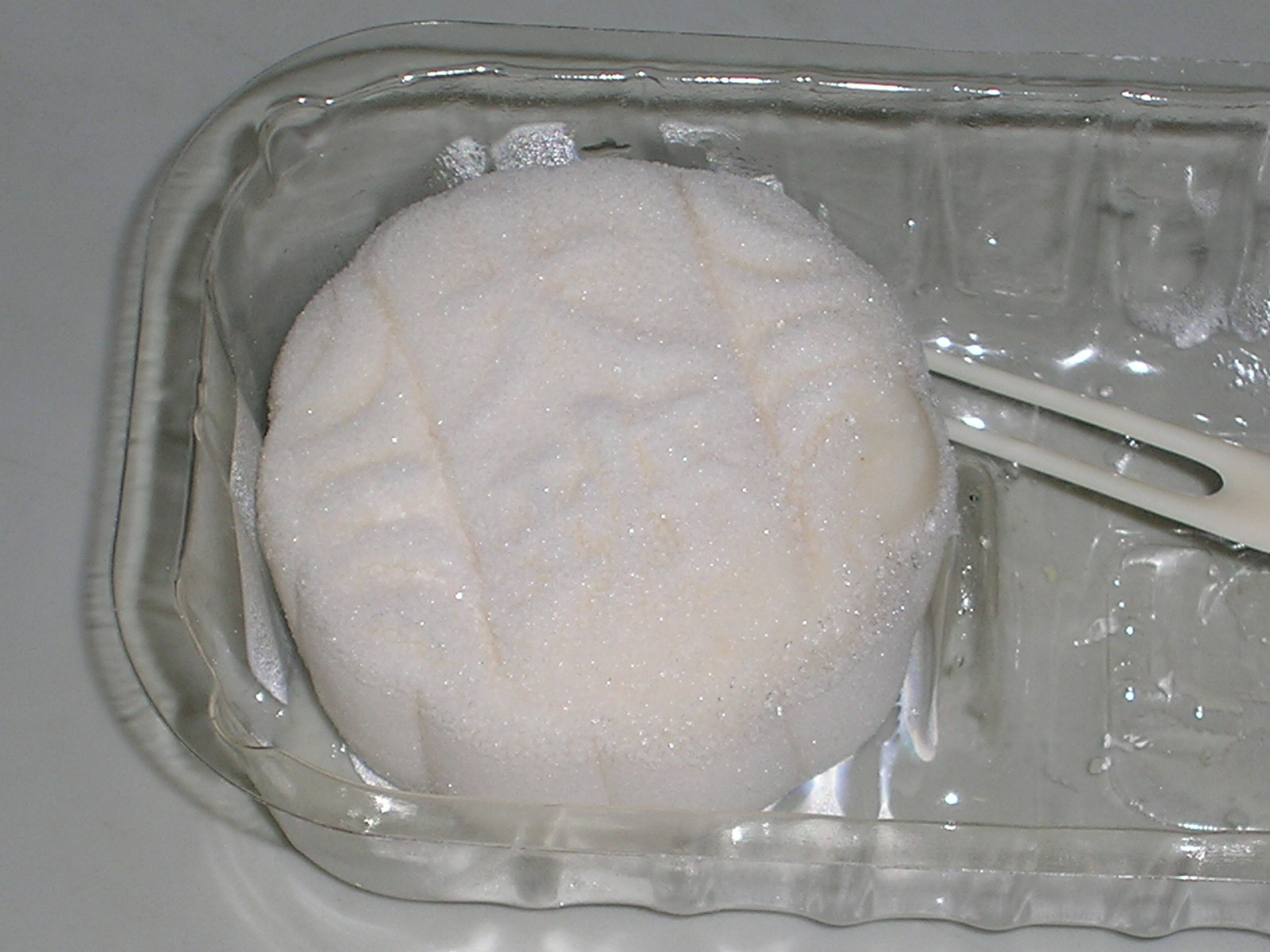
香港的冰皮月饼

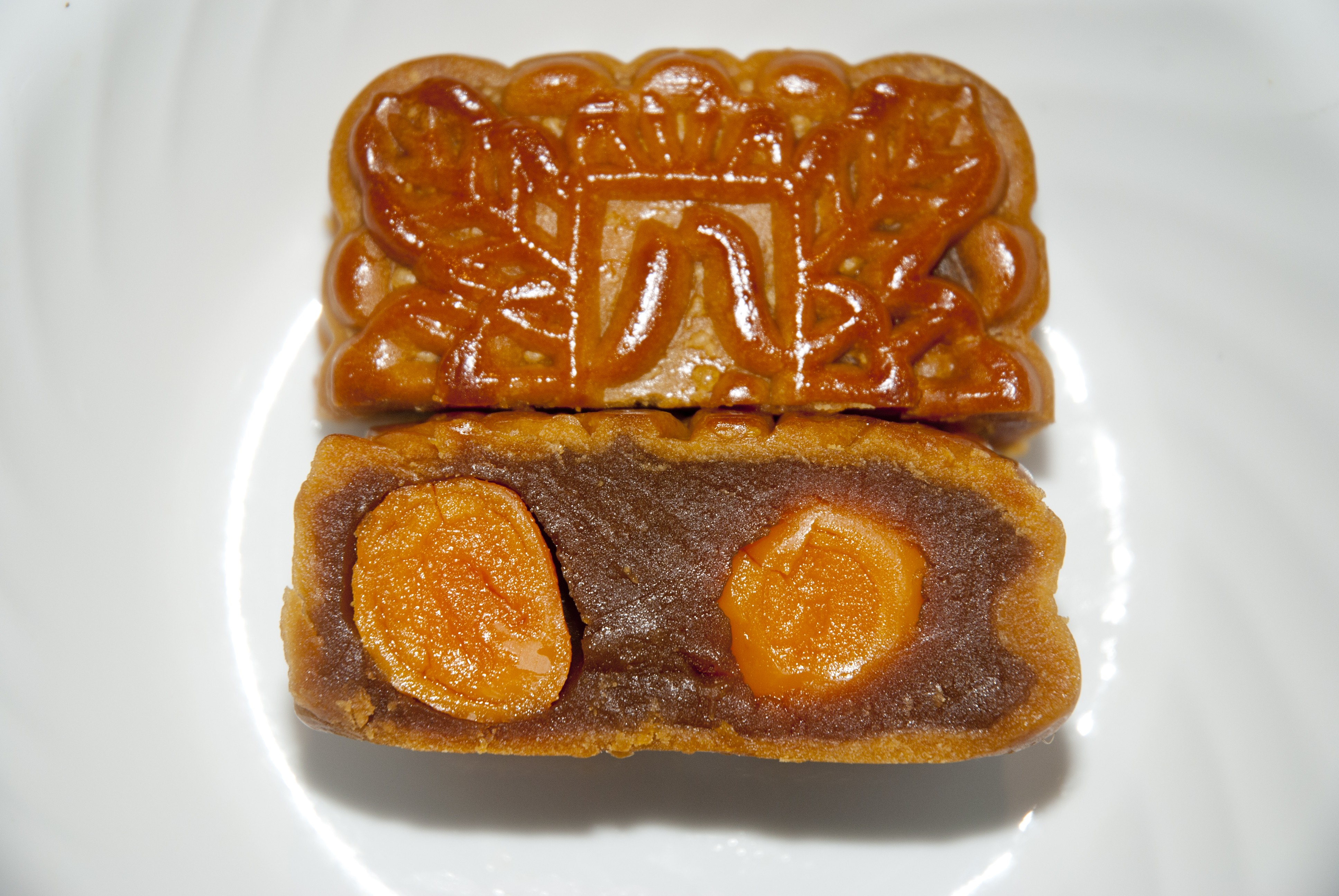
雙黃蓮蓉月餅（餡料含鹹鴨蛋黃及蓮蓉，表皮以小麥粉為材料）

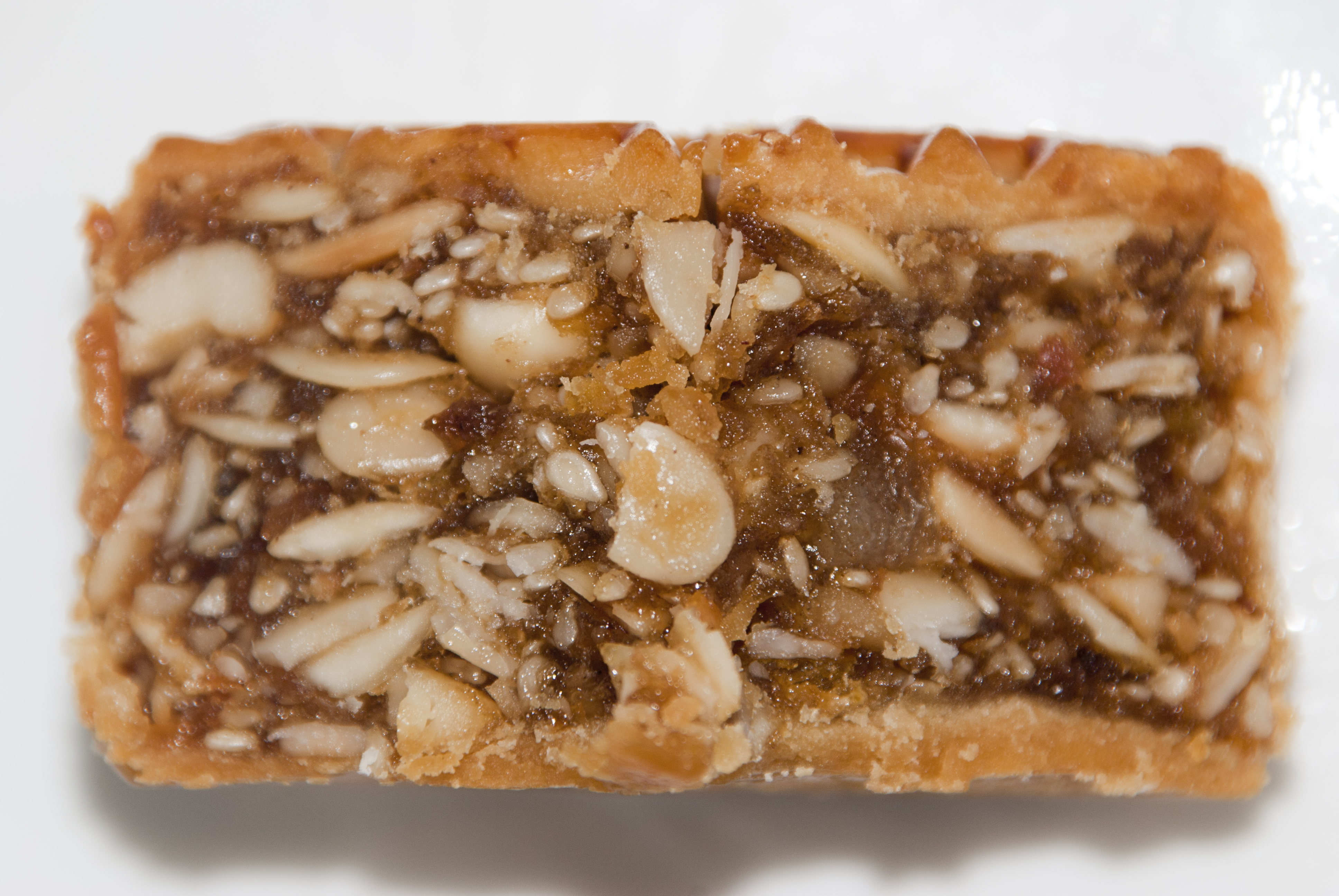
五仁月餅（含腰果仁、芝麻仁、杏仁、花生仁、瓜子仁）

月餅是一種甜品，通常在中秋节食用，因其形似满月而得名。中秋赏月吃月餅是中国文化的傳統風俗。月餅以「廣式月餅」、「潮式月餅」、「蘇式月餅」、「京式月餅」此四大派别最為普遍，此外其他各地还有各式不同種類的月饼，如：火腿月餅（雲南）、椒葱月餅（江西）、水晶月餅（潮汕）、薄酥月餅（湖南）、冬蓉月餅（廣東台山）、德懋恭水晶饼（陝西）、三白月餅（黑龍江）、海味月饼（山東）、雞絲月餅（清真式）、酥皮芋泥月餅（潮汕、福建、臺灣），港台分別有蛋黃酥、綠豆椪、芋頭酥和松子酥（臺灣）、奶黃月餅和冰皮月餅（香港）、松片（韓國）等。

## 溯源
古代月饼被作為祭品于中秋节所食，現已成為中秋节食品和礼品。根據《洛中見聞》，唐僖宗曾在中秋節當日命令御膳房用紅綾將餅賞賜給新科進士。據說北宋之時，該種餅被稱為「宮餅」，在宮廷內流行，但也流傳到民間，當時俗稱「小餅」和「月團」，但此說並未有文獻核實。蘇東坡的〈留别廉守〉一詩曾經提及「小餅如嚼月，中有酥和飴」，不過詩中並未說明時序是在中秋。
「月饼」一词最早见于南宋，吴自牧《梦梁录》中，和芙蓉餅、菊花餅、梅花餅等並列，且屬於「市食點心，四時皆有」。周密《武林舊事》中也在「蒸作從食」中一章提到「月餅」，但仍然和中秋無關。在宋代，無論是在《夢梁錄》、《武林舊事》或《東京夢華錄》等著作中，提到中秋的吃食，皆為瓜果、美酒等，未有「月餅」的存在。曾在北宋徽、欽二宗及南宋高宗時期出任要職的鄭望之在其著作《膳夫錄》中記載「汴中節食」，只提到「中秋：玩月羹」，顯見宋代中秋時的節慶食物並非糕餅類。
月餅真正和中秋連在一起，是在明代。萬曆至崇禎朝中，宦官劉若愚的獄中著作《酌中志》卷二十飲食好尚紀略中提到：「八月宮中賞秋海棠、玉簪花。自初一日起，即有賣月餅者。加以西瓜、藕，互相餽送。西苑鹿藕。至十五日，家家供月餅瓜果，候月上焚香後，即大肆飲啖，多竟夜始散席者。如有剩月餅，仍整收於乾燥風涼之處，至歲暮合家分用之，曰『團圓餅』也。」萬曆年間，順天府宛平縣知縣沈榜在其著作《宛署雜記》中亦提及：「八月饋月餅：士庶家俱以是月造麵餅相遺，大小不等，呼為月餅。市肆至以果為餡，巧名異狀，有一餅值數百錢者。」田汝成《西湖遊覽志》提及：“八月十五谓之中秋，民间以月饼相馈，取团圆之意。”，可見月餅於當時流行于民间。
清代已有详细记述月饼制作方法的书籍。如晚清女作家、女醫師曾懿在其著作《中饋錄》中即記有〈製酥月餅法〉：「用上白灰麵，一半上甑蒸透，勿見水氣；一半生者，以豬油合涼水和麵。再將蒸熟之麵，全以豬油和之。用生油麵一團，內包熟油麵一小團；以趕麵杖趕成茶杯口大，疊成方形；再趕為團，再疊為方形；然後包餡。用餅印印成，上爐炕熟則得矣。油酥餡，則用熟麵和糖及合桃等，略加麻油，則不散矣。」。作法和如今的蘇式月餅極為類似。清代詩歌中亦有對月餅製作方法、餡料的描述。如詩人袁學瀾在〈詠月餅〉一詩中細細描述從製作到享用的過程：「形殊寒具制，名從食單核。巧出餅師心，貌得嬋娟月。入廚光奪霜，蒸釜氣流液。揉搓細面塵，點綴胭脂跡。戚里相饋遺，節物無容忽。皓月瑤池怨，碗中泛青光。玉食皆入口，此餅乃獨絕。沾巾銀絲透，舉頭相思愁。兒女坐團圓，杯盤散狼藉。」杨光辅也在《淞南樂府》中写道：「月饼饱装桃肉馅，雪糕甜砌蔗糖霜」，顯示月餅餡料愈加講究。

### 起源传说
有關月餅的典故有多個說法。
1:唐太宗八月十五出征突厥，凱旋而歸時得一圓餅作慶祝。太宗指著月亮喜悅地說：「應將胡餅邀蟾蜍」，並與文武百官共同分享圓餅，及後便成為中秋食月餅的習俗。
2:元朝末年統治腐朽，朱元璋於是聯合各路反抗力量相約中秋舉事，但朝廷搜查得很嚴，傳遞消息不便，於是軍師劉伯溫想出計策，命令屬下把寫有「八月十五殺韃子」的紙條藏在餅子中，再派人分頭傳送到各地起義軍中。到了中秋那天，各路起義軍一齊響應。後來朱元璋奪取天下，適逢中秋佳節，便把當年起兵時以秘密傳遞訊息的月餅，作為節令糕點賞賜群臣。

3：據《洛中見聞》記載，唐朝中秋節新科進士曲江宴時，唐僖宗命御膳房用紅綾將餅賞賜給進士，這亦有指是月餅的來源。

## 派别

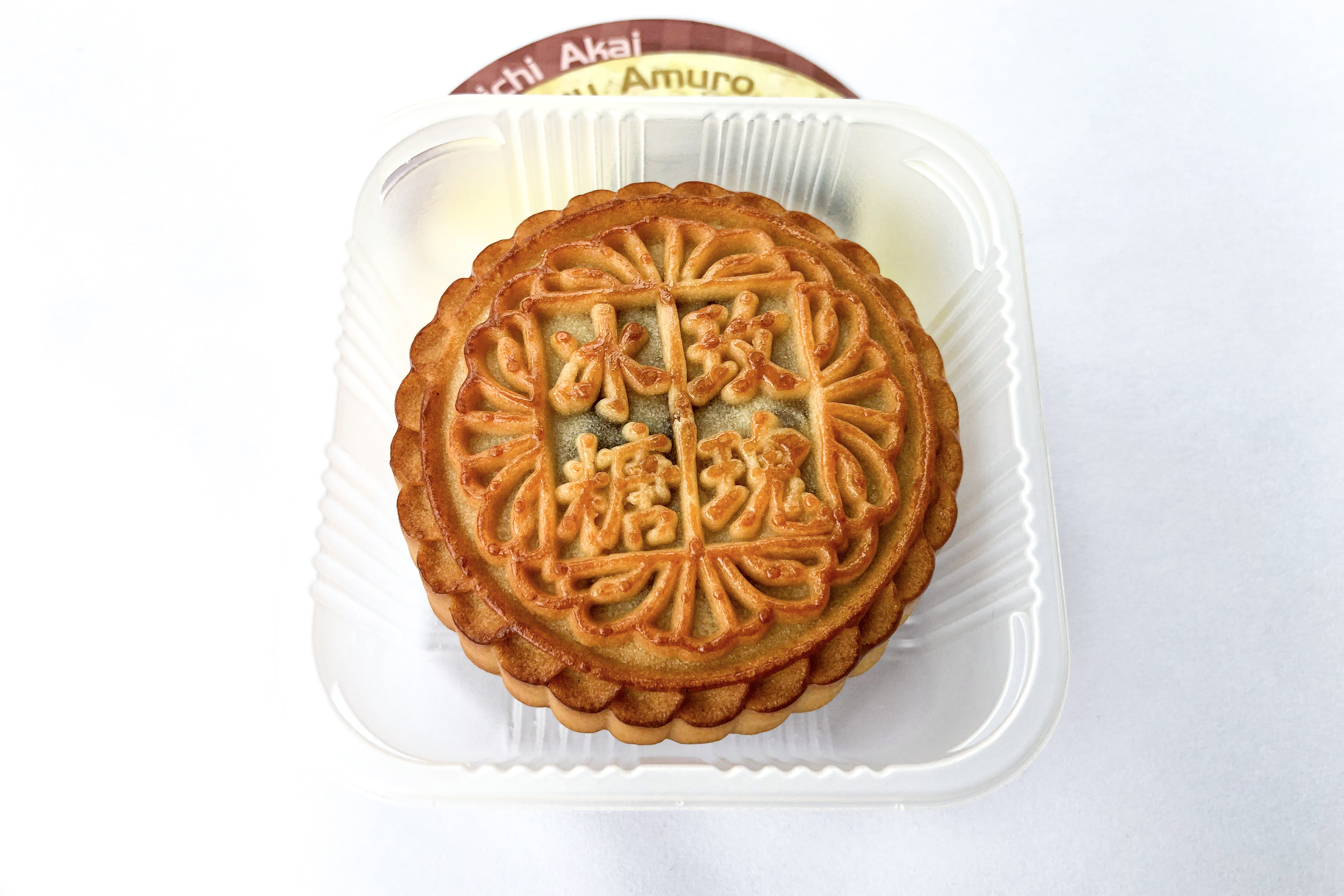
北京稻香村生产的提浆月饼，馅料占比相对广式月饼而言较少

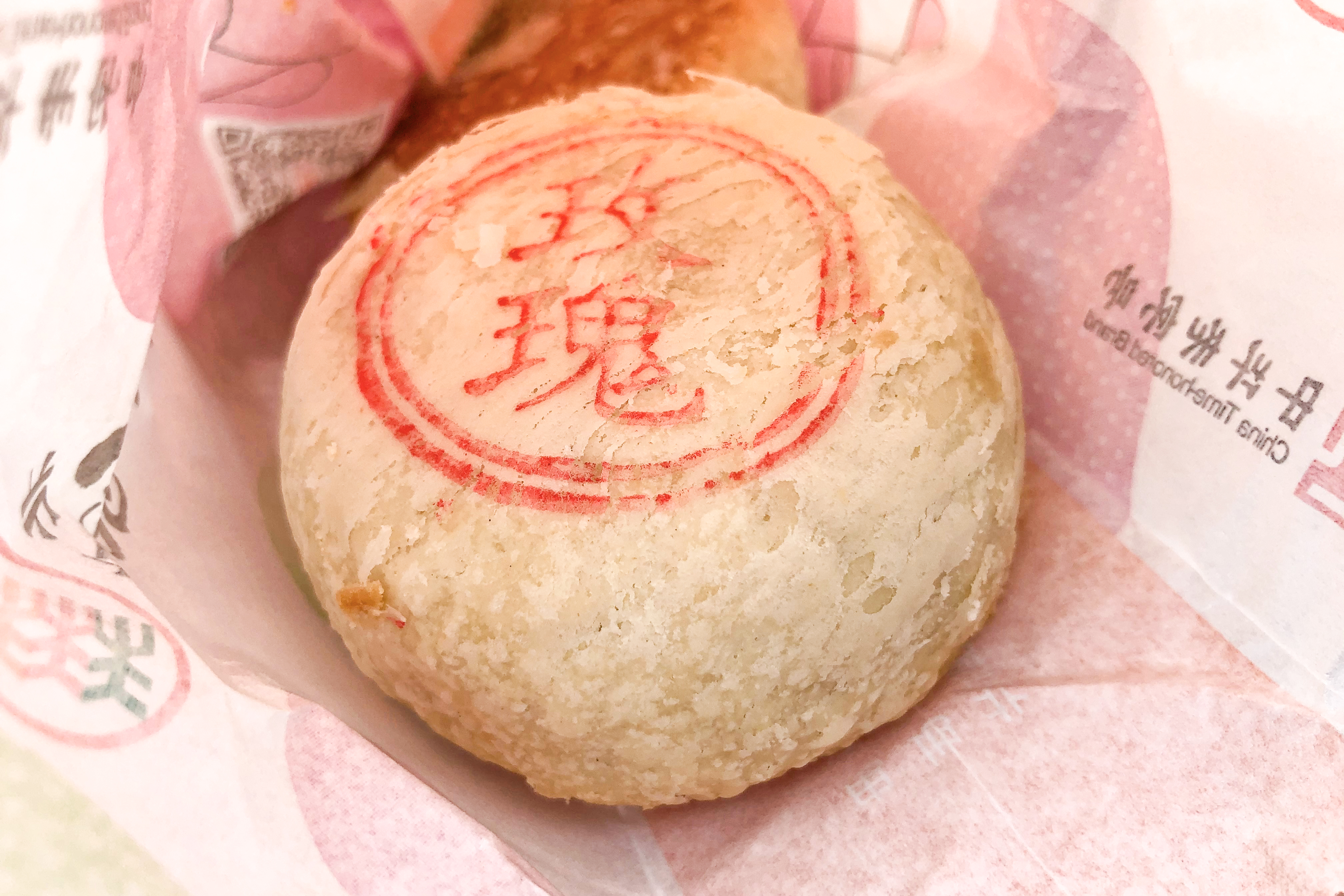
北京稻香村生产的翻毛月饼

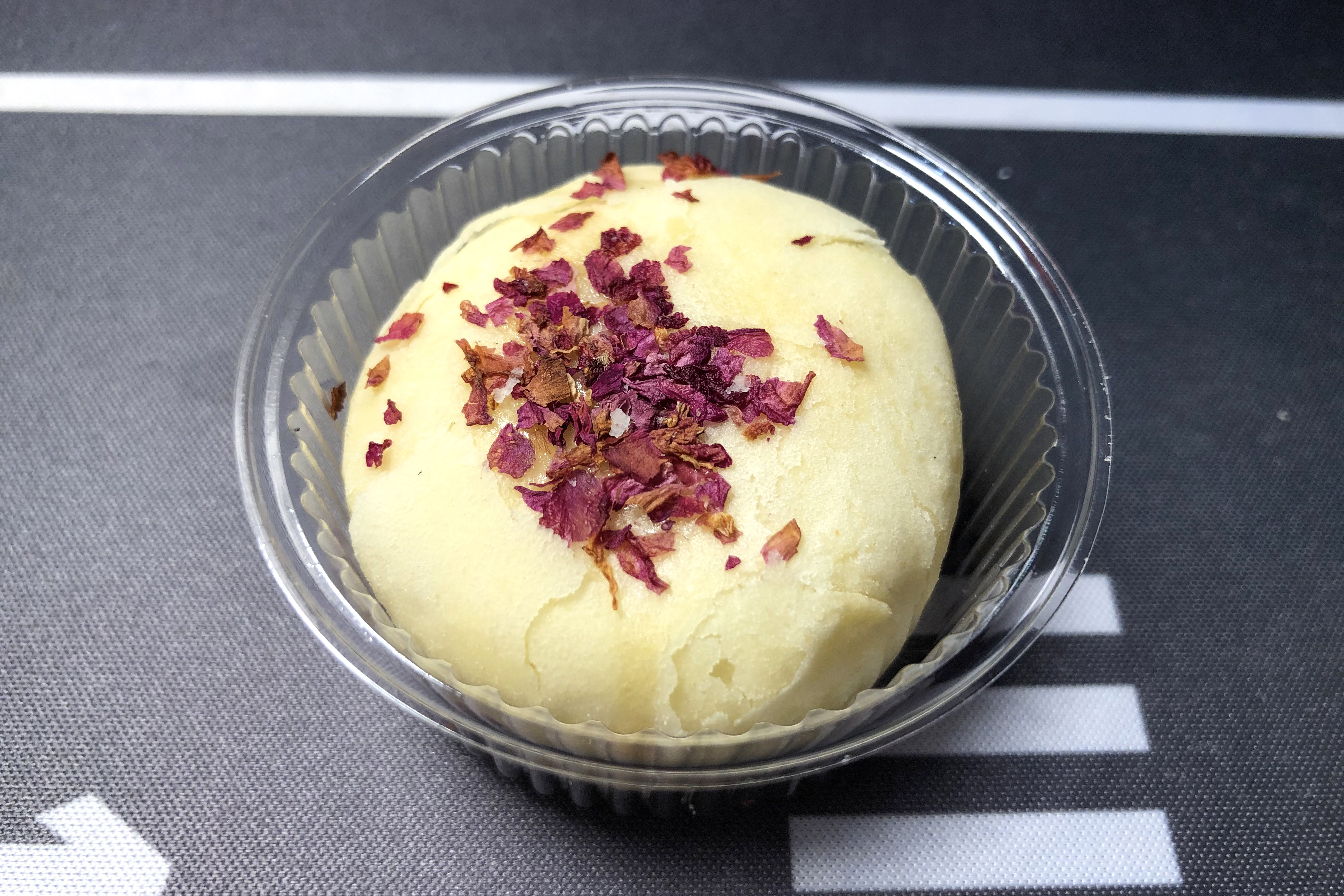
苏式玫瑰月饼

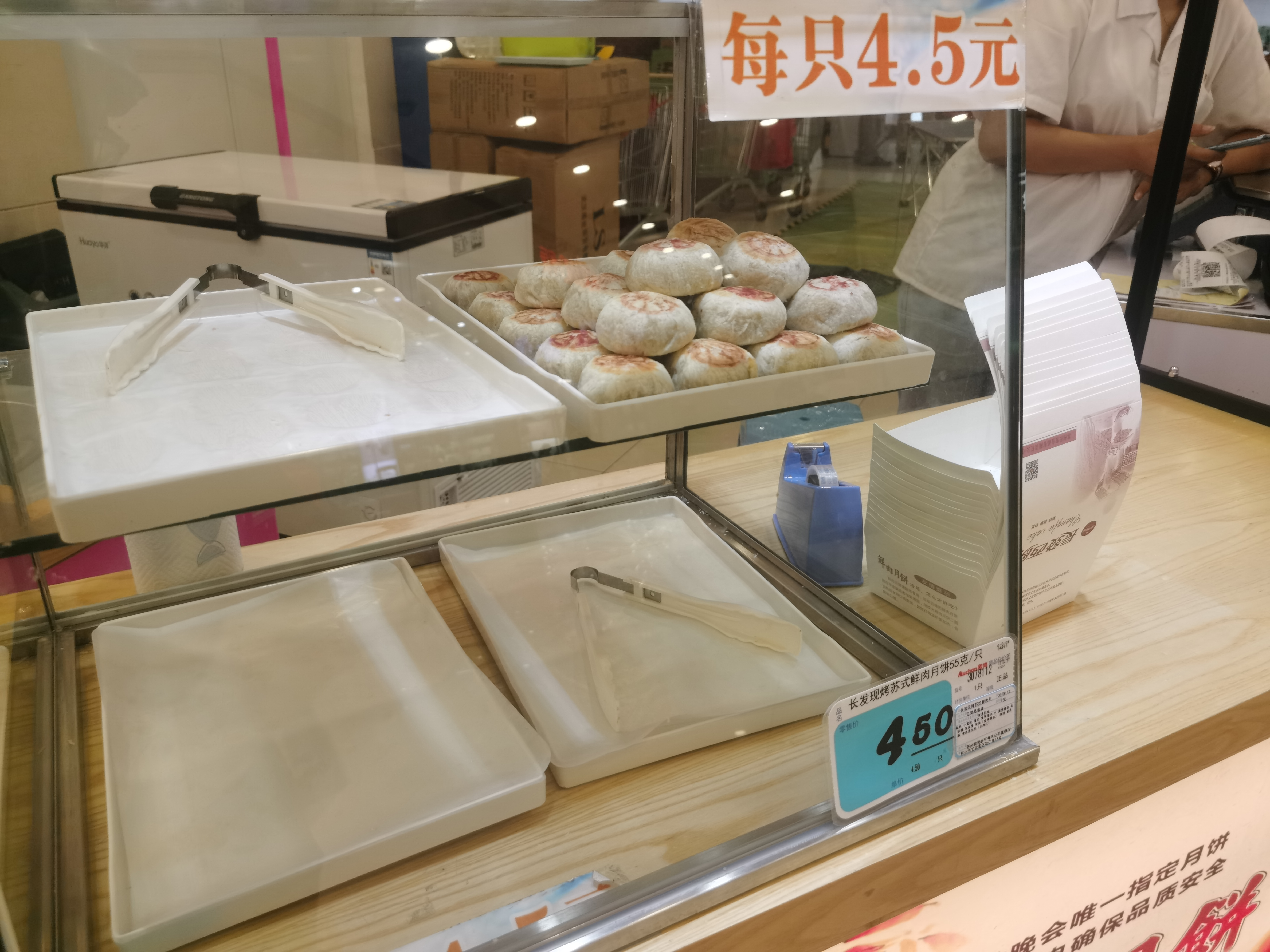
苏式鲜肉月饼

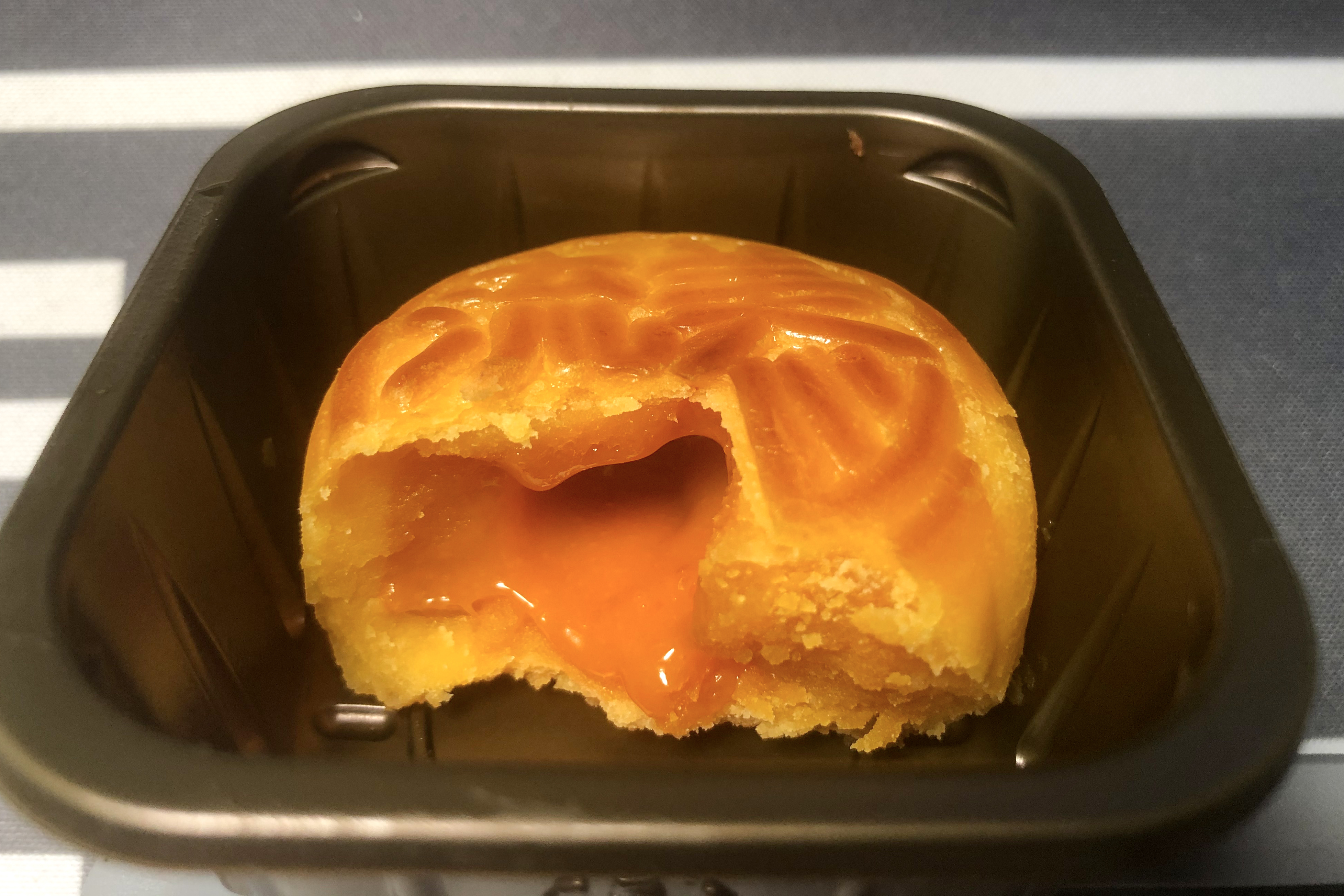
源自香港的流心奶黄月饼

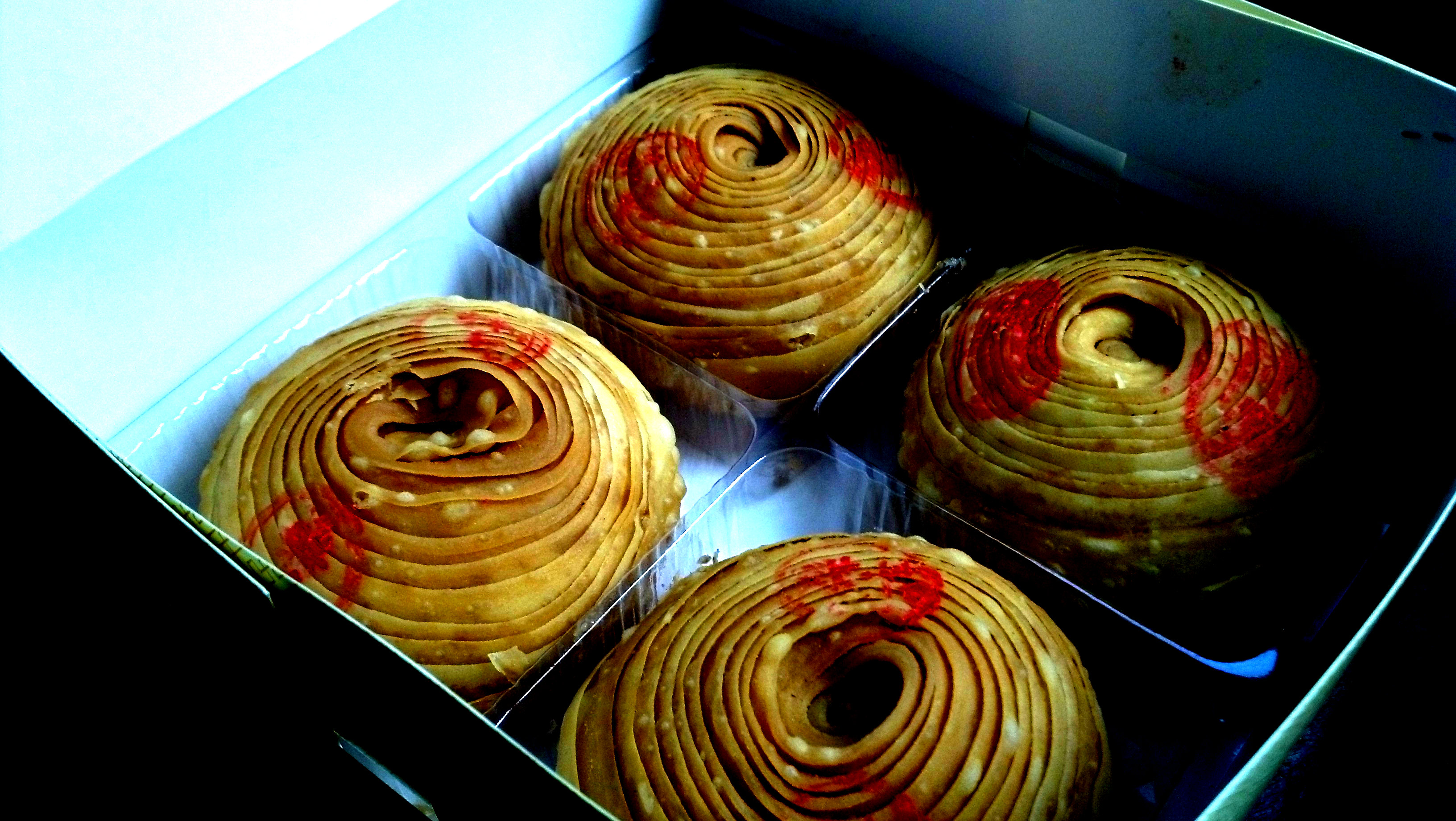
潮州月餅

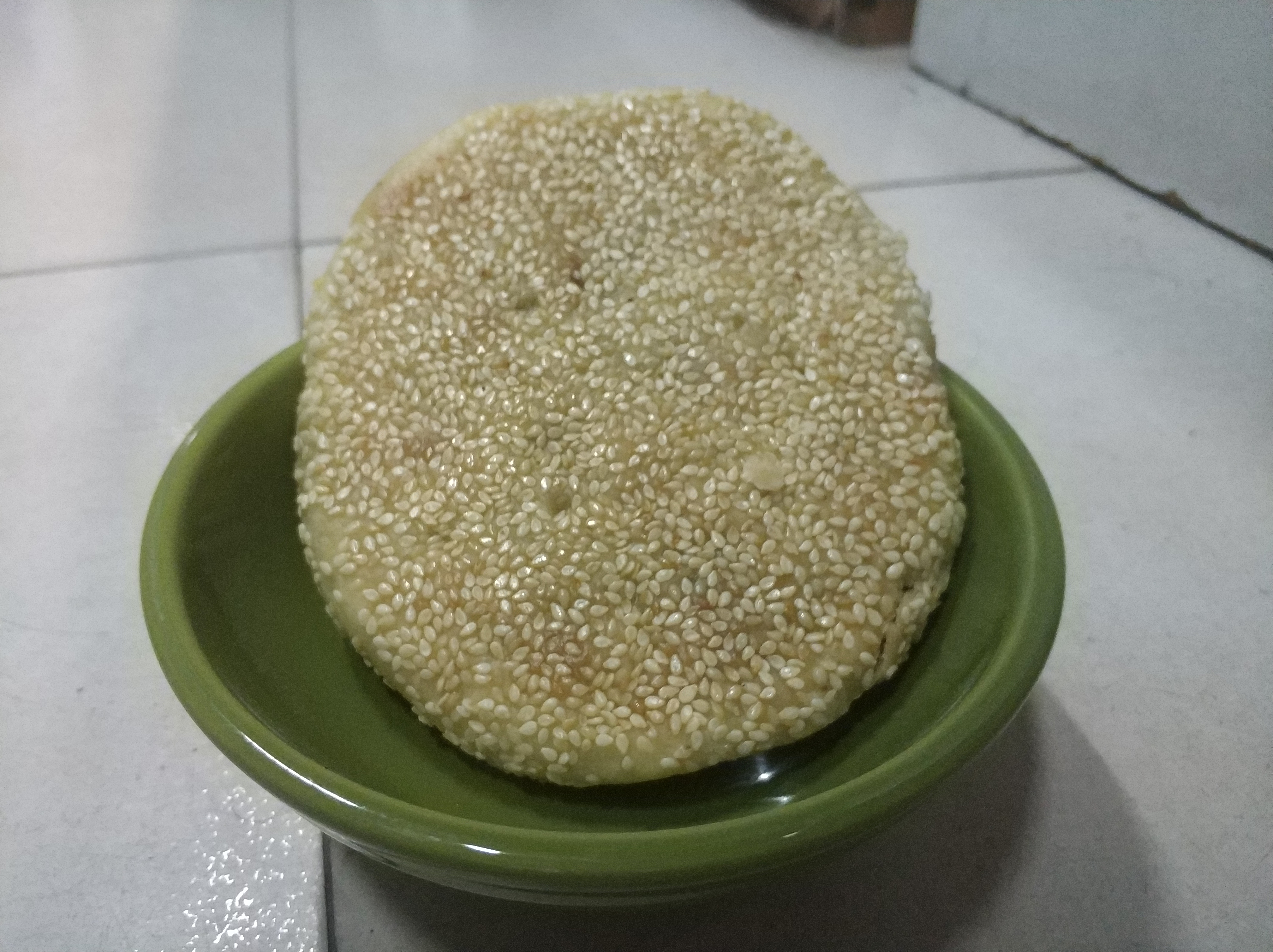
福州地區的禮餅，中秋時由親友相互饋贈

### 以地域区分的月饼种类
- 京式

京式月饼作法如同烧饼，重用麻油，口味清甜，外皮香脆。传统上均为素馅，有红皮、白皮、翻毛月饼等；以烤制为主。红皮月饼是用素油开水烫面，烤熟后皮色较深。白皮月饼是用猪油、凉水和面，烤熟后皮色发白。翻毛月饼则是种酥皮月饼，因皮如絮状，翻起来而得名。
- 苏式

苏式月饼皮层酥松，色泽美观，馅料肥而不腻，口感鬆酥，分甜、鹹或烤、烙两类。甜月饼以烤为主，为素馅。鹹月饼以烙为主，为荤馅。
- 宁式

宁式月饼与苏式月饼相似，但饼皮较硬。宁式月饼最明显的代表为以苔菜为馅的苔菜月饼。
- 衢式

衢式月饼的特点是以芝麻为主料，所以衢式月饼也被称为“衢州麻饼”，主要代表有“杜泽桂花月饼”。杜泽桂花月饼又叫空心饼；形似馒头，内空心，夹层桂花糖，外层裹芝麻。口感松软，甜而不腻。
- 沪式

沪式月饼之代表为鲜肉月饼，即馅是团鲜肉。其皮脆而粉，又带着几分韧，肉汁透其间。鲜肉月饼宜趁热时吃。
- 閩式

月餅分為鯉魚餅和禮餅，並與其他月餅在外觀上是大相逕庭。其中鯉魚餅呈雙魚形狀「鯉魚餅」，是福州中秋節的另外一種特有的習俗。鯉魚餅有兩種寓意，一種是鯉魚放生，含義是「放子化三千」，祈求多子多孫，一種是象徵鯉魚跳龍門，指爭取將事情做好、做成功，也反映了福建人的一種拼搏精神。禮餅是由白糖，豬油，豬肥膘，糖冬瓜，花生碎，蔥等為餡，外由酥皮包裹，按上芝麻，如同馕、光餅一樣貼爐壁上烤製。其味溢甜，多食則厭。然而符合寒食節擔任主食的能量需求。其大小也遠遠超過一般月餅，更近似於煎餅果子，山東大餅一類的大小。
- 广式

广式月饼的主要特点是饼面上的图案花纹玲珑浮凸，皮薄馅丰、滋润柔软，有光亮，色泽金黄。广式月饼可从饼皮上划分为糖浆皮、酥皮二大类，以糖浆皮月饼为主，酥皮月饼是吸收西方点心类的做法，结合广式月饼的特色创制而成，主要生产莲蓉类的甜饼为主。
- 港式

傳統的港式月饼十分接近广式月饼，但餡料的款式較多，如採用去皮的蓮子做成白蓮蓉，在中西文化交融的香港也發展出具有本土特色的月餅，其代表为奶黃月餅及冰皮月饼。奶黃月餅的出現啟發自香港茶樓的點心奶黃包，其餡料同樣採用吉士，並加入鹹蛋黃調製而成，是一種中西合璧的月餅品種。至於冰皮月饼最初不须冷藏，於1967年在香港出現，当时吸收了潮式月饼，和越南的一种糯米月饼（越南语：bánh dẻo／饼𥻠）的特色相似，综合开发而成的新品种，餡料多樣，包括水果、可可及咖啡等，当今香港的绝大部分冰皮月饼均需冷冻储存。另外，香港早於1960年代就有雪糕月餅，當時報紙便有雪糕月餅的廣告，這種月餅內餡以雪糕為主，部分品種會加入水果果粒增加口感。
- 潮式

潮式月饼产于广东潮汕地区，并流传至闽南一带，是种酥皮月饼。潮式月饼身扁，外形近苏式；饼皮白，用料近广式，馅以酥糖为主，讲究传统中的“水油立酥皮”的“起酥”工艺。潮式月饼以重油重糖而闻名，千番压叠的外皮入温油炸制。
- 桥式

皮酥松脆，产于苍南县桥墩镇，因而又称桥墩月饼。桥式月饼由潮式月饼发展而来，桥式月饼的内馅以肉为主，辅以十多种配料，外皮撒满芝麻。
- 琼式

琼式月饼借鉴了广式月饼的糖浆皮，又吸收了苏式月饼的酥皮，是种介于广式与苏式之间的糖浆酥皮月饼。琼式月饼馅料配制的糖油用量都比广式月饼低；饼皮糖油含量也低，其皮与馅的配搭为4：6，而广式月饼为2：8。
- 台式

台式月饼是种介于广式和苏式之间的月饼，其饼皮近似苏式月饼，但饼皮层次较苏式月饼少；其内馅与广式月饼很相近，但湿润度不及广式月饼。台式月饼主要有两种饼皮：糕皮和油酥皮。油酥皮也是制作绿豆椪、蛋黄酥的基本饼皮，一般作法是用水皮包油皮，再反复卷撖、松弛、包馅、整型、低温烘烤而成。台式月饼之特点为皮酥、不油腻，内馅口感清淡爽口。
- 徽式

徽式月饼是一种安徽省徽州特色的月饼，其主要代表是“梅干月饼”，其表皮是用上等面粉与素油制成的油酥皮，饼馅采用野菜（苦板菜），经过腌制加工，拌以新鲜猪板油和白糖而成。
- 秦式

秦式月饼出自陕西，种类很多，荤素兼备，以素为主。口味有甜有咸。糖、油、胎料比较突出。馅心多放青红丝、玫瑰、桔饼等果脯。而秦式月饼皮厚，由于所含水分较少所以秦式月饼比较干、硬，吃起来容易掉皮掉馅。
- 晋式

晋式月饼主要有两种：晋式乔家雪莲酥白莲月饼和郭杜林晋式月饼。晋式乔家雪莲酥白莲月饼其形如雪莲层叠有复，色白，口感酥香松软、乔致庸名之为“雪莲酥”。郭杜林月饼形态憨厚，吃起来口感酥松，配料上以油、糖、蛋为主，馅里还有桂花、玫瑰和青红丝，香味浓郁。
- 蓉式

成都月饼最有特色的种类为蓉式茶月饼，类似于日本抹茶的做法，但采用的是四川的绿茶和红茶：将绿茶融入莲蓉，红茶融入豆沙。
- 滇式

滇式月饼从外表上看跟苏式月饼比较像，饼皮上往往还用红色食用色素写字。在馅料方面，滇式月饼最有代表性的馅料则是云腿和鲜花。云腿月饼是采用宣威火腿切成小块，配以冬蜂蜜、猪油、白糖等制成馅心，再用昆明的紫麦面粉包心烘烤而成。这种月饼外观褐黄色，饼皮略硬，食用时酥而不散，故俗称“硬壳火腿饼”。鲜花月饼馅料主要是玫瑰花。
- 江式

江西式样的月饼尤可以南昌为代表。南昌月饼质地薄而扁，至少同碗口一般大。月饼馅料通常为冰糖、红绿丝、核桃与瓜子仁磨成的碎末。月饼表面遍撒白芝麻，其上再以黑芝麻铺成一个“月”字，若是更大的月饼，则是“中秋月饼”四个字。口感硬而且甜，风味独特。
- 丰镇月饼

丰镇月饼产于内蒙古丰镇市，其代表为混糖月饼。因是用芝麻油高温滚油和面，因此储存时期长；中秋制作的月饼晾冷后储在瓷坛里，能至细地吃到新年。

## 品尝与存放
由于月饼是高盐分、高脂肪和高胆固醇的食物，即使是冰皮月饼也含有高糖分，所以食用要适量。患有循环系统、消化系统疾病的人士，更应避免进食过量而加重病情。
传统月饼保质期约为1个月，如果月饼包装已经开启，就要放入4摄氏度的冰箱冷藏。
冰皮月饼由于未经烘烤，所以由制造、运输到零售点，都要保持冷藏。消费者在购买后，应尽快放入零下18摄氏度的冰箱保存，并应只在进食前才开启月饼的包装袋。在进食前约两小时，可把月饼移到4摄氏度的冰箱（例如双门冰箱的下层），令月饼略为软化以便切开。当冰皮月饼解冻后便要尽快食用，在室温下摆放超过两小时后便应弃置，也不应把已经解冻的冰皮月饼反复冷藏。

## 制作

### 傳統月餅

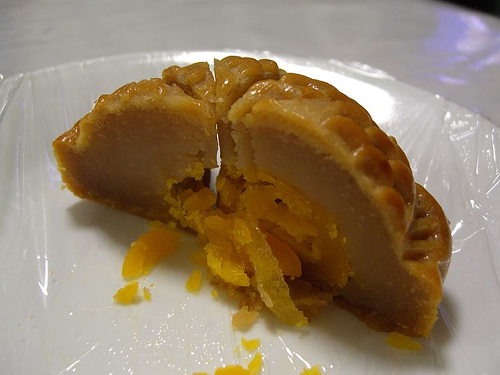
蛋黃蓮蓉月餅

傳統月饼的制法，以水油面团或酥油面团摘剂作皮，内包馅成扁圆形生胚，再入模具压使表面呈凸凹花纹，经烘烤成熟后食用。其皮因制酥法多种，有多样酥皮；其馅因用枣泥或五仁、豆沙、松仁、火腿及香料，而成多种不同风味的馅心。

### 冰皮月餅
冰皮月饼的外皮主要使用糯米粉、粘米粉和砂糖，经蒸煮后的面团做成，部分冰皮月饼的外皮，会加入巧克力、咖啡和果汁等材料，除了可增添外皮的味道外，还可使外皮产生不同颜色。冰皮月饼的内馅，除了可使用红豆蓉、绿豆蓉外，还可使用水果蓉、奶酪、巧克力做出不同风味的馅料。更有部分冰皮月饼，使用果酱做夹心或使用脆米增加口感。当内馅调制完成后，便使用外皮包裹，并利用模具压制成型，再放入冰箱冷藏。
因为冰皮月饼不经烘烤，不能使用高温杀灭细菌，而且进食前也无须加热，直接冷吃。所以制作冰皮月饼的厂房，必须保持环境卫生，制作人员也要严格遵守制作食物的卫生程序。由于冰皮月饼对于生产程序的卫生条件有较高要求，除了提高生产程序的自动化，减少人手接触外，还要设立预防性的食物安全管理系统，例如食物安全重点控制系统（HACCP），防止冰皮月饼在制作过程中被污染，或因为温度控制不当，造成微生物能够大量滋生。

## 包裝
月饼在古時一般只以布包裹，使用月餅罐或紙盒包裝是到了20世紀由於月餅被商品化才出現。加上衛生的考慮，現代月餅通常都會用透明塑膠袋作獨立包裝，而鐵罐印花也於60年代迄今取代了戰前的紙盒包裝。
广式月饼的包装經常是四个为一单位，在19世纪70年代时，四个月饼叠在一起，用的是玉扣纸起成一个圆柱体，通常竖立摆放，称为一筒月饼，外表贴上红色蜡纸，注明品种。80年代后，采用盒装，初期还是会把蜡纸放在盒内。
冰皮月饼由于未经烘烤，不能利用高温杀灭细菌，所以对包装和保存有较高要求。冰皮月饼需要保持冷藏，以防止微生物大量滋生。大部分冰皮月饼都会使用塑料袋单独或两小个一起包装，消费者可在食用时才按照食用分量，个别开启包装袋。很多冰皮月饼的包装袋内，还会加入一包干燥剂，用以减慢袋内空气的湿度上升，达到防止微生物大量滋生作用。
由于近年来出现很多昂贵的月饼盒包装的月饼，有些还附加各种高级礼品，被一些人用于送礼甚至行贿，中国政府在2005年出台法律，规定从2006年起，月饼的包装成本不得超过月饼价值的25%。
另一方面，香港有環保組織則關注月餅包裝過多的問題，其中香港地球之友便發起行動表揚少包裝的月餅品牌的「嫦娥行動」。亦有人關注到月餅售價高昂，反映貧富懸殊加劇，因此有人在Facebook設立群組，對月餅實行抵制。
每年一度的中秋节，都会因为月饼的包装物料，而产生大量节日废物，近年已引起公众关注。香港的月饼生产商经过政府部门的协调后，已经同意把月饼的包装，在维持衛生、保質、運輸、外觀和品牌形象等因素下，尽量減少不必要的包裝物料或使用可循環再造的包装物料。
值得一提的是，近年来，中国大陆的部分公司、大学等单位会在每年中秋节定制本单位的月饼，派发给客户、员工以及师生，这些月饼通常采用特殊定制的外包装，并且月饼外皮花纹也会使用和单位相关的图案。

## 節日後的處理
在華人地區，月餅作为時令食品，過了中秋就無人問津，因此中秋節後市面上的月餅多會低價拋售。由于月饼的保质期最长不过30天，所以中秋过后许多大厂家都会回收月饼进行销毁，避免市场上出现陈馅月饼，保证品牌品質。於是香港有人會想出各種方法處理積壓家中的月餅，包括將月餅餡取出用來包湯圓等。每年香港政府都會勸籲市民注意不要進食太多月餅吸收太多糖份影響健康，而市面上亦有廠家生產低糖月餅供糖尿病患者食用。中國大陸第三军医大学新桥医院营养科主任王建表示：只要是月饼，都会用淀粉做皮，其馅料和皮仍含有很高的糖分和油脂，并非健康食品，故不宜多吃，而糖尿病和高血脂患者最好不要吃月饼。此外，近年每年香港均會有環保團體於中秋過後舉行月餅罐回收活動，以免浪費資源。
在台灣，月餅並不只在中秋時食用（外地傳入之月餅除外），各類台式月餅如蛋黃酥和綠豆椪即使在非中秋時節仍可能買得到，就如一般糕餅一樣。

## 不當行銷
月餅在中秋節有龐大商機，故此有業者趁機以不實手法牟利。2024年9月中國發生「香港美誠月餅」爭議，無綫電視總經理曾志偉在三只羊網絡科技為該款「香港品牌」帶貨，惟消費者購得後發現「香港美誠月餅」並非在香港生產，在香港也沒有人知悉有該品牌的月餅，疑為誤導消費者的宣傳，對此合肥高新區市場監督管理局在9月17日通告已立案調查。